# Kurt Reindel

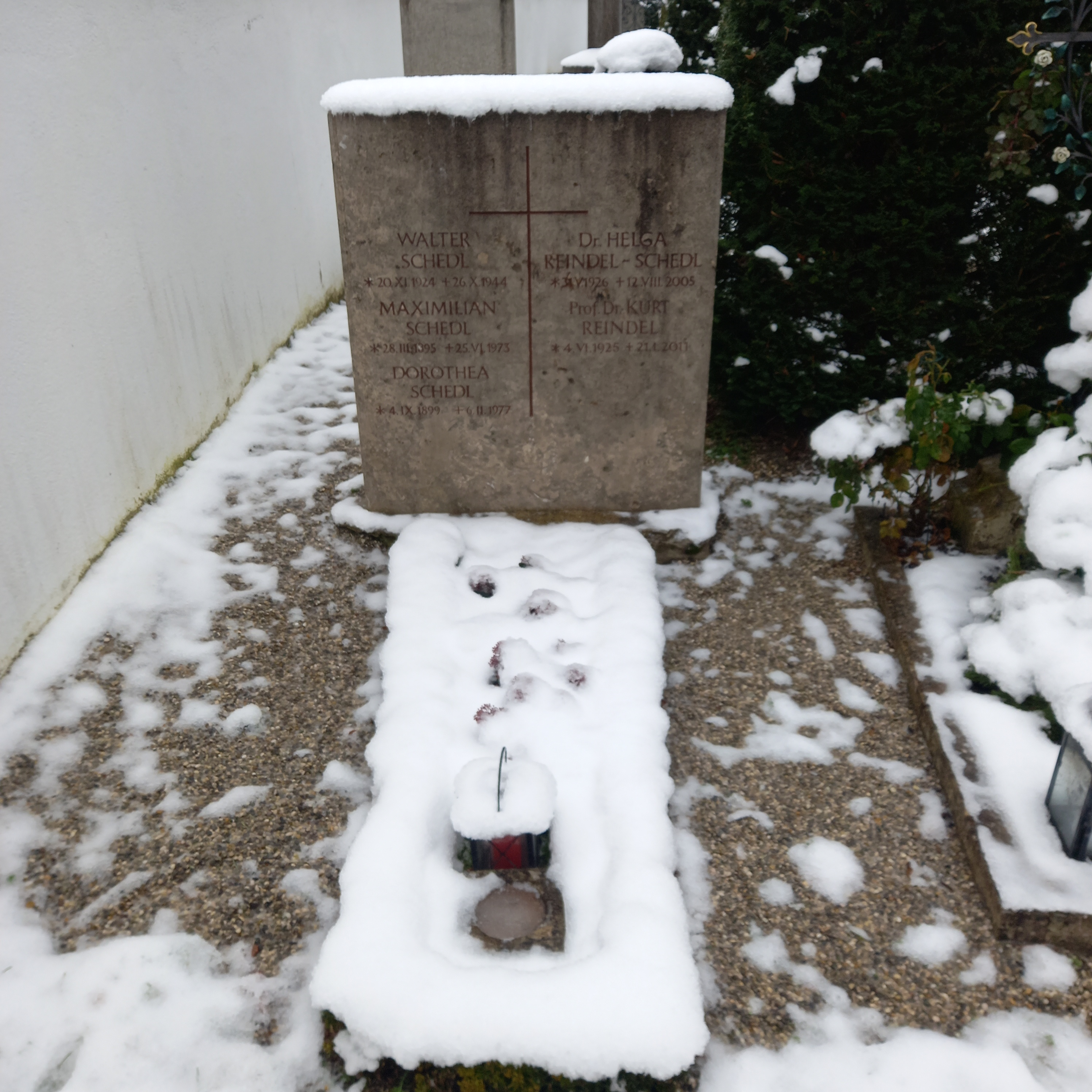
Das Grab von Kurt Reindel und seiner Ehefrau Helga Reindel-Schedl auf dem katholischen Friedhof Oberföhring in München

Kurt Reindel (* 4. Juni 1925 in Bremerhaven; † 21. Januar 2011 in München) war ein deutscher Historiker. Von 1967 bis 1990 lehrte er als ordentlicher Professor für Mittelalterliche Geschichte und Geschichtliche Hilfswissenschaften an der Universität Regensburg. Für die Monumenta Germaniae Historica erwarb er sich bleibende Verdienste durch die Edition der Briefe des Petrus Damiani, die er zwischen 1983 und 1993 in vier Teilen auf insgesamt über 2.200 Seiten veröffentlichte.

## Leben und Wirken
Kurt Reindel wurde als Sohn eines Holzgroßhändlers geboren. Die Familie von Reindel siedelte 1941 von Bremerhaven nach München über. 1943 legte er das Abitur ab. Nach kurzem Arbeitsdienst begann er 1943/44 das Studium an der Universität München. Dabei wurde er besonders von Rudolf von Heckel und Max Spindler geprägt. Sie brachten ihm die mediävistische Quellenforschung und die bayerische Landesgeschichte näher. Seine Dissertation in München über die Schriftquellen zu den Luitpoldingern entwickelte sich nach ihrer Veröffentlichung 1953 schnell zum Standardwerk. Nach dem Zweiten Weltkrieg gehörte Reindel wie Karl Eberhard Henke, Gertrud Diepolder oder Andreas Kraus zur ersten Generationen von Studenten um Max Spindler am Institut für Bayerische Geschichte. Im November 1949 wurde er Mitarbeiter der Monumenta Germaniae Historica (MGH). Dabei beschäftigte er sich mit einer Sammlung von Einzelbriefen von der Karolinger- bis zur Salierzeit. Reindel lebte in dieser Zeit „ohne festes Dienstverhältnis mit den Monumenta aus eigenen Mitteln“. Von 1951 bis 1953 absolvierte er in Basel bei Wolfram von den Steinen einen Studienaufenthalt. 1962 erfolgte seine Habilitation in München mit der unveröffentlichten Arbeit Der Wandel des Weltbildes im 11. Jahrhundert, untersucht an Hand der Schriften des Petrus Damiani und die Erteilung der Venia Legendi für Mittlere und Bayerische Landesgeschichte. Im selben Jahr begann er als Privatdozent seine Lehrtätigkeit in München. 1964 erhielt er eine besoldete Dozentur. Eine Berufung nach Frankfurt lehnte er 1966 ab.
Im Jahr 1967 wurde Reindel ordentlicher Professor für mittelalterliche Geschichte und Geschichtliche Hilfswissenschaften an der Universität Regensburg. Er war damit erster Lehrstuhlinhaber für mittelalterliche Geschichte an der neugegründeten Universität Regensburg. 1976 wurde er ordentliches Mitglied der Zentraldirektion der Monumenta Germaniae Historica; seit 1980 gehörte er als ordentliches Mitglied der Kommission für bayerische Landesgeschichte an. Nach Ende des Sommersemesters wurde er 1990 emeritiert. Zu Reindels bedeutendsten akademischen Schülern zählten unter anderem Peter Segl, Lothar Kolmer und Stephan Freund.
Reindels Forschungen zur Geschichte Bayerns konzentrierten sich auf das Früh- und Hochmittelalter. So publizierte er bis Anfang der 1960er Jahre über Herzog Arnulf und das Regnum Bavariae, die Lex Baiuvariorum, das Ostland im frühmittelalterlichen Bayern und die Herrschaftsverhältnisse Bayerns vom späten achten bis zur Mitte des zehnten Jahrhunderts. Für das Handbuch der bayerischen Geschichte verfasste Reindel den Teil über die politische Geschichte von den Agilolfingern bis zum Ende der Welfen (1967). Die Darstellung übte erheblichen Einfluss auf die weitere Forschung aus. Zum Handbuch der Geschichte der evangelischen Kirchen in Bayern trug Reindel die Abschnitte von den Anfängen des Christentums in Bayern, Franken und Schwaben bis zum Wormser Konkordat bei. Im Handbuch der europäischen Geschichte (1976) behandelte er in mehreren Kapiteln die Zeit der Liudolfinger und frühen Salier. Besonders in den 1950er und 1960er Jahren bemühte sich Reindel darum, die mittelalterliche Geschichte Bayerns einem größeren Publikum bekannt zu machen, und wirkte dabei an über 100 Sendungen des Bayerischen Rundfunks mit.
Reindels zweiten Forschungsschwerpunkt bildeten die Briefe des Petrus Damiani, die er nach umfangreichen Vorstudien zu ihrer Überlieferungsgeschichte (1959–1962) schließlich in einer vierbändigen kritischen Ausgabe (1983–1993) für die MGH edierte. Damit liegt das Briefcorpus für eine der wichtigsten Personen des Reformpapsttums in einer wissenschaftlichen Ansprüchen genügenden Edition vor. Mit Ausnahme von Einzelpublikationen einiger Traktate lag bis dahin nur die Ausgabe von Migne vor, die weitgehend auf der Ausgabe von Gaetani aus dem 17. Jahrhundert basierte. Grundlage der Edition sind 233 Handschriften aus 73 verschiedenen Bibliotheken und Archiven. Das Gesamtcorpus umfasst 180 Stücke.

## Schriften (Auswahl)
Ein Schriftenverzeichnis erschien in: Günter Thaller: Verzeichnis der Schriften von Kurt Reindel. In: Lothar Kolmer, Peter Segl (Hrsg.): Regensburg, Bayern und Europa. Festschrift für Kurt Reindel zum 70. Geburtstag. Universitätsverlag, Regensburg 1995, ISBN 3-930480-61-1, S. 453–456 und Schriftenverzeichnis Kurt Reindel seit 1995. In: Heinz Dopsch, Stephan Freund, Alois Schmid (Hrsg.): Bayern und Italien. Politik, Kultur, Kommunikation (8.–15. Jahrhundert). Festschrift für Kurt Reindel zum 75. Geburtstag (= Zeitschrift für bayerische Landesgeschichte. Beihefte 18). Beck, München 2001, ISBN 3-406-10818-0, S. 499.
Quelleneditionen
- Die Briefe des Petrus Damiani.
  - Teil 1: Briefe 1–40. Hahnsche Buchhandlung, Hannover 1983 (= MGH Die Briefe der Deutschen Kaiserzeit. Band 4.1), ISBN 3-88612-013-9. (Digitalisat).
  - Teil 2: Briefe 41–90. Hahnsche Buchhandlung, Hannover 1988 (= MGH Die Briefe der Deutschen Kaiserzeit. Band 4.2), ISBN 3-88612-014-7. (Digitalisat).
  - Teil 3: Briefe 91–150. Hahnsche Buchhandlung, Hannover 1989 (= MGH Die Briefe der Deutschen Kaiserzeit. Band 4.3), ISBN 3-88612-015-5. (Digitalisat).
  - Teil 4: Briefe 151–180. Hahnsche Buchhandlung, Hannover 1993 (= MGH Die Briefe der Deutschen Kaiserzeit. Band 4.4), ISBN 3-88612-016-3. (Digitalisat).

Monographien
- Die bayerischen Luitpoldinger 893–989. Sammlung und Erläuterung der Quellen (= Quellen und Erörterungen zur bayerischen Geschichte. Neue Folge, Band 11). Beck, München 1953.
- Bayern im Mittelalter. Beck, München 1970, ISBN 3-406-03320-2.

Aufsätze
- Herzog Arnulf und das Regnum Bavariae. In: Zeitschrift für bayerische Landesgeschichte, Band 17, 1953/54, S. 187–252.
- Studien zur Überlieferung der Werke des Petrus Damiani. In: Deutsches Archiv für Erforschung des Mittelalters, Band 15, 1959, S. 23–102; ebenda, Band 16, 1960, S. 73–154; ebenda, Band 18, 1962, S. 317–417.
- Die Bistumsorganisation im Alpen-Donau-Raum in der Spätantike und im Frühmittelalter. In: Mitteilungen des Instituts für Österreichische Geschichtsforschung, Band 72, 1964, S. 277–310.
- Die Bajuwaren. Quellen, Hypothesen, Tatsachen. In: Deutsches Archiv für Erforschung des Mittelalters, Band 37, 1981, S. 451–473.